# Hans Bakker
Hans Bakker (Amsterdam, 8 november 1937 - 21 januari 2015) was een Nederlandse esperantist, en erelid van TEJO (1976) en van UEA (2002).
Hans Bakker word op 8 november 1937 in Amsterdam geboren. Hij was de enige zoon van Hans Bakker (senior) en Wilhelmina Anthonia "Miesje" Smith, beide esperantisten, en de echtgenoot van Ans Bakker-Ten Hagen, ook esperantist. In 1955 eindigde hij zijn gymnasium, voordat hij bij de Technische Universiteit Delft kwam en in 1962 afstudeerde in scheepsbouw, en hij werkte later in die tak.  Met het verdwijnen van grote scheepswerven in Nederland veranderde hij zijn beroep en werd hij adviseur voor verschiedene (nationale en internationale) organisaties. Tijdens zijn leven deed hij veel werk, de laatste bij de GroenLinks politieke partij, wiens secretaris hij in de beginjaren was.
Hans Bakker stierf op 21 januari 2015 in Amsterdam.
Hij leerde Esperanto rond 1953, werd lid van TEJO in 1955, organiseerde het 20e TEJO-congres in Amsterdam in 1964, leidde de NEJO-commissie van TEJO (later KER) van 1965 tot 1976, en de Afrikaanse activiteiten van UEA, van 1980 tot 2001. Bovendien was Bakker bestuurslid van UEA 1992-1995.
Hij wordt beschouwd als een van de vaders van Esperanto in Afrika. Hij leerde Esperanto aan Afrikanen door een voor een de lessen van de Ferez-cursus naar Afrikanen te sturen, de testbladen te ontvangen, te corrigeren en terug te keren. Hij ging echter zelf nooit naar Afrika.
- Gemeinsame Normdatei: 110991220X
- Nederlandse Thesaurus van Auteursnamen: 069591512
- Virtual International Authority File: 280293968
- WorldCat: E39PBJgMGfdrydGKckGHvt8cT3